# Reg White
Reginald James (Reg) White (Brightlingsea, 28 oktober 1935 - aldaar, 27 mei 2010) was een Brits zeiler.
White won in 1976 de wereldtitel en olympische titel in de Tornado samen met zijn zwager John Osborn. Vanwege zijn olympische titel werd White tijdens de nieuwjaarslintjesregen van 1977 benoemd tot lid in de Orde van het Britse Rijk.
In 1979 werd White voor de tweede maal wereldkampioen in de Tornado.
White overleed na het finishen van een zeilwedstrijd.

## Belangrijkste resultaten
| Jaar | Plaats     | Resultaten    |
| ---- | ---------- | ------------- |
| 1975 | Kopenhagen | in de Tornado |
| 1976 | Sydney     | in de Tornado |
| 1978 | Weymouth   | in de Tornado |
| 1979 | Kiel       | in de Tornado |

### Olympische Zomerspelen
| Jaar | Plaats   | Resultaten |
| ---- | -------- | ---------- |
| 1976 | Montreal | Tornado    |